# Vũ Tiến Lộc
Vũ Tiến Lộc (1 tháng 1 năm 1960 – 5 tháng 8 năm 2024) là chính khách người Việt Nam. Ông là Đại biểu Quốc hội Việt Nam các khóa XI, XII, XIII, XIV, XV là Ủy viên Ủy ban Kinh tế - Ngân sách Quốc hội khóa XI, Ủy viên Ủy ban Kinh tế Quốc hội khóa XII, XIII, XIV, XV, Chủ tịch Trung tâm Trọng tài Quốc tế Việt Nam (VIAC), nguyên Chủ tịch Liên đoàn Thương mại và Công nghiệp Việt Nam (VCCI), Ủy viên Đoàn chủ tịch Ủy ban Trung ương Mặt trận Tổ quốc Việt Nam, Phó Chủ tịch Hội đồng Quốc gia về Phát triển bền vững và Nâng cao năng lực cạnh tranh, Phó Chủ tịch Hội đồng Tư vấn Cải cách Thủ tục hành chính của Thủ tướng Chính phủ, Chủ tịch Ủy ban Quan hệ Đối tác Công Tư của Việt Nam, Chủ tịch Hội đồng Trung ương các hiệp hội doanh nghiệp Việt Nam, Chủ tịch Liên minh diễn đàn doanh nghiệp Việt Nam (VBF), Chủ tịch Hội đồng Doanh nghiệp vì sự Phát triển bền vững, Chủ tịch Hội đồng Tư vấn kinh doanh Châu Á Thái Bình Dương APEC (ABAC), Chủ tịch Ủy ban Hợp tác Kinh tế Thái Bình Dương của Việt Nam (PECC), thành viên Ban lãnh đạo Liên đoàn các Phòng Thương mại Thế giới (WFC), Trưởng Ban Chỉ đạo Dự án nâng cao năng lực cạnh tranh cấp tỉnh (PCI), Trưởng Ban Chỉ đạo Chương trình Khởi nghiệp Quốc gia.

## Tiểu sử
Ông sinh ngày 1 tháng 1 năm 1960, tại xã Thụy Phong, huyện Thái Thụy, tỉnh Thái Bình. Ông có bằng Tiến sĩ kinh tế, tham gia giảng dạy tại các trường Đại học Kinh tế Quốc dân, Đại học Quốc gia Hà Nội và một số trường đại học trong và ngoài nước khác… 
Ông Vũ Tiến Lộc qua đời ở tuổi 64 lúc 5h sáng ngày 5 tháng 8 năm 2024.

## Vai trò lãnh đạo VCCI
Là một chính khách có tư duy đổi mới, trên cương vị Đại biểu Quốc hội (2002 - 2026) và Chủ tịch VCCI (2003 - 2021), ông Vũ Tiến Lộc được xem là đã để lại nhiều dấu ấn trên nghị trường và cho sự phát triển của cộng đồng doanh nghiệp. Ông đã cùng các hiệp hội doanh nghiệp đề xuất với Thủ tướng Chính phủ chọn 13/10 hàng năm là ngày doanh nhân Việt Nam. Ông đã nghiên cứu và tích cực phổ biến tư tưởng Hồ Chí Minh về doanh nghiệp và doanh nhân. Ông là người đầu tiên đưa ra thông điệp "Doanh nhân - người lính thời bình" và lập ra Cúp Thánh Gióng để tôn vinh các doanh nhân Việt Nam tiêu biểu. Ông đã kiến nghị và là Trưởng Ban biên tập Đề án trình Bộ Chính trị ban hành Nghị quyết về xây dựng và phát huy vai trò của đội ngũ doanh nhân Việt Nam trong thời kỳ công nghiệp hóa và hiện đại hóa.. Ông Lộc đã có sáng kiến đề xuất với Quốc hội khóa XIII lần đầu tiên hiến định vai trò của doanh nghiệp, doanh nhân trong Hiến pháp cùng các giai tầng khác như công nhân, nông dân, trí thức . Ông có sáng kiến đề xuất chính thức hóa loại hình hộ kinh doanh trong Luật Doanh nghiệp, thúc đẩy quá trình minh bạch hóa và nâng cao năng lực cạnh tranh của khu vực kinh tế đang đóng góp tới 30% GDP trong nền kinh tế Việt Nam.
Liên đoàn Thương mại và Công nghiệp Việt Nam dưới sự lãnh đạo của ông Vũ Tiến Lộc đã có những hoạt động có tác động lớn tới sự phát triển doanh nghiệp và môi trường đầu tư kinh doanh của Việt Nam. Ông đã trực tiếp chủ trì và chỉ đạo thực hiện các chương trình hỗ trợ phát triển doanh nghiệp nhỏ và vừa và chương trình khởi nghiệp quốc gia đầu tiên ở Việt Nam, chỉ đạo xây dựng hệ thống hiệp hội doanh nghiệp và tổ chức của giới chủ ở Việt Nam. Ông đã chỉ đạo nghiên cứu và công bố xếp hạng Chỉ số năng lực cạnh tranh cấp tỉnh PCI (chỉ số PCI)  tạo động lực cho quá trình cải cách, nâng cao năng lực điều hành kinh tế tại các địa phương và Bộ Chỉ số doanh nghiệp phát triển bền vững (CSI) để định hướng nâng cao năng lực cạnh tranh của doanh nghiệp. Ông được giao là chủ nhiệm đề tài nghiên cứu khoa học cấp nhà nước về nâng cao năng lực cạnh tranh của nền kinh tế Việt Nam. Ông là người chủ trì nhiều diễn đàn, đối thoại chính sách giữa Chính phủ và doanh nghiệp, các hội nghị thượng đỉnh và diễn đàn kinh doanh lớn ở Việt Nam và ở nước ngoài có sự tham gia của các nguyên thủ quốc gia, các nhà khoa học và các CEO hàng đầu. Ông là Chủ tịch Hội nghị thượng đỉnh các nhà lãnh đạo doanh nghiệp APEC (APEC CEO Summit) năm 2006, 2017. Ông Vũ Tiến Lộc là chuyên gia kinh tế và diễn giả có uy tín hàng đầu ở Việt Nam. Ông là người thường xuyên cổ vũ cho công cuộc đổi mới, cho tinh thần kinh doanh và xây dựng hình ảnh người doanh nhân có trách nhiệm xã hội .
Ông Vũ Tiến Lộc cũng tham gia trực tiếp vào việc thúc đẩy các hiệp định thương mại tự do, các hoạt động xúc tiến thương mại, đầu tư lớn ở tầm quốc gia , góp phần đưa nhiều dự án đầu tư của nước ngoài vào Việt Nam  và thúc đẩy xuất khẩu của Việt Nam ra nước ngoài, hướng dẫn và hỗ trợ các doanh nghiệp và hiệp hội doanh nghiệp Việt Nam hội nhập quốc tế . Ông là người sáng lập và điều hành các Hội nghị Thượng đỉnh Kinh doanh hàng năm của Việt Nam (Vietnam Business Summit -VBS).
Chiều 12/7/2013, Thanh tra Chính phủ công bố quyết định thanh tra tại Liên đoàn Thương mại và Công nghiệp Việt Nam.. Tuy nhiên, kết quả thanh tra cho thấy VCCI có sai sót nhưng không tham nhũng, tiêu cực. Ngày 19/9/2014, VCCI đón nhận Huân chương lao động hạng Nhất của Chủ tịch nước do Phó Chủ tịch nước Nguyễn Thị Doan trực tiếp trao tặng, theo đề nghị của Thủ tướng Chính phủ vì những thành tích xuất sắc trong giai đoạn 2009-2013 
Tại Đại hội Đại biểu doanh nghiệp toàn quốc Liên đoàn Thương mại và Công nghiệp Việt Nam ngày 28/3/2015, với sự tham dự của Chủ tịch nước Trương Tấn Sang và Chủ tịch Ủy ban Trung ương Mặt trận Tổ quốc Việt Nam Nguyễn Thiện Nhân, ông Vũ Tiến Lộc được tín nhiệm bầu lại làm Chủ tịch VCCI khoá VI.

Lễ tang Vũ Tiến Lộc, ngày 8 tháng 8 năm 2024

Ngày 8/9/2021, sau 3 nhiệm kỳ: IV, V, VI (18 năm) đảm nhiệm chức vụ Chủ tịch VCCI (2003 - 2021), ông nghỉ công tác tại VCCI  và được bầu giữ chức Chủ tịch Trung tâm Trọng tài Quốc tế Việt Nam (VIAC) - một tổ chức được thành lập từ năm 1993, theo Quyết định của Thủ tướng Chính phủ. Trước đó, tại cuộc bầu cử Quốc hội Việt Nam Khoá XV ngày 23/05/2021 (nhiệm kỳ 2021 -2026), Tiến sĩ Vũ Tiến Lộc đã trúng cử với số phiếu cao. Ông là Đại biểu của Đoàn Đại biểu Quốc hội Thành phố Hà Nội và là Ủy viên Ủy Ban Kinh tế của Quốc hội. 